# Le Vainqueur (film, 1984)
Pour les articles homonymes, voir Le Vainqueur.
Pour plus de détails, voir Fiche technique et Distribution.
Le Vainqueur ou New York Cowboy (Rhinestone) est un film musical américain réalisé par Bob Clark et sorti en 1984.

## Synopsis
Jake est une chanteuse de country talentueuse. Nick Martinelli est un chauffeur de taxi à New York totalement excentrique. Un jour, Jake parie avec son manager qu'elle peut transformer n'importe qui en un grand chanteur. À la suite d'une rencontre avec ce « fameux » chauffeur de taxi déjanté, elle décide de sélectionner Nick. Désormais, Jake doit mener Nick vers les collines du Tennessee pour un cours intensif de deux semaines sur la façon de marcher, de parler et de chanter comme une véritable star de Country.

## Fiche technique
- Titre original : Rhinestone
- Titre français : Le Vainqueur ; New York Cowboy (ressortie)
- Réalisation : Bob Clark
- Scénario : Phil Alden Robinson et Sylvester Stallone
- Costumes : Theadora Van Runkle
- Société de production : 20th Century Fox
- Sociétés de distribution : 20th Century Fox (États-Unis), Metropolitan Filmexport (France)
- Pays de production :  États-Unis
- Langue originale : anglais
- Genre : comédie, musical
- Durée : 112 minutes
- Dates de sortie :
  - États-Unis : 22 juin 1984
  - France : 7 octobre 1987 (uniquement en province)

## Distribution

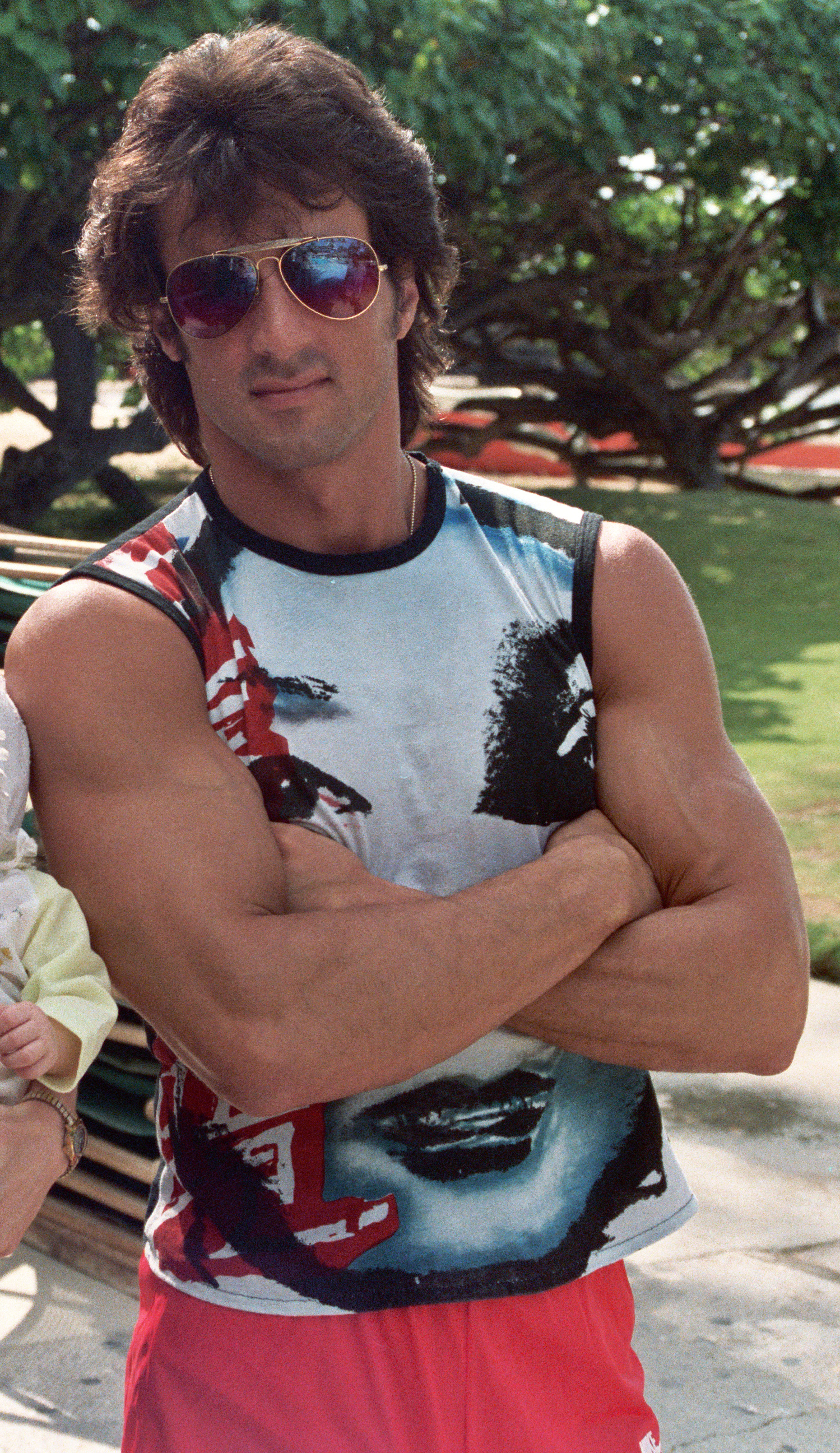
La vedette du film, Sylvester Stallone, l'année de tournage du film.

- Sylvester Stallone (VF : Alain Dorval [version cinéma] / Patrick Floersheim [version VHS]) : Nick Martinelli
- Dolly Parton (VF : Monique Thierry) : Jake
- Richard Farnsworth : Noah Farris, le père de Jake
- Ron Leibman : Freddie Ugo
- Tim Thomerson : Barnett Kale
- Penny Santon : la mère

 Source et légende : version française (VF) sur RS Doublage

## Accueil
Aux États-Unis, ce film a coûté 28 000 000 $ et a rapporté 21 435 321 $. En France, sorti trois ans après la sortie américaine, il a totalisé 18 256 entrées.

## Autour du film
- Dans ce film, Sylvester Stallone est une nouvelle fois doublé par Alain Dorval. Curieusement, sa voix a été redoublée par Patrick Floersheim lors de la sortie du film en VHS.
- Le film est sorti en salles en France trois ans après l'exploitation américaine, uniquement en province et est resté inédit à Paris[3]. Metropolitan Filmexport distribue le long-métrage dans le Sud-Est, tandis que Michel Gauchon Distribution Films Services le distribue sur Bordeaux[3].